# Хијератско писмо
Хијератско писмо је курзивно писмо, које су користили службеници фараона у Египту и Нубији. Оно се развило паралелно са хијероглифским писмом, са којим је блиско повезано. Најчешће је писано мастилом и тршчаном четкицом на папирусу, што је дозвољавало писарима да пишу брзо, за разлику од писања хијероглифима.
У 2. веку нове ере, израз „хијератско“ је први употребио Свети Климент Александријски. Ова реч потиче од грчке фразе грч. γράμματα ἱερατικά, што буквално значи „свештеничко писмо“. У то време је хијератско писмо коришћено за религијске текстове, што му је била намена и претходних хиљада година. 

## Развој
У Протодинастичком периоду Египта, хијератско писмо се развијало упоредо са формалнијим хијероглифским писмом. Хијератско писмо није изведено из хијероглифског. Најстарији египатски писани текстови су писани мастилом и четкицом, и нема индикација да су ови симболи настали од хијероглифа. Монументални хијероглифи исклесани у камену се нису појавили све до прве династије, када је хијератско писмо већ одавно било у употреби. Ова два система писања су настала као сродна и развијала су се паралелно.
Хијератско писмо је коришћено у фараонском периоду, и касније у грчко-римској епохи. Око 660. године пре нове ере, демотско писмо (и касније грчко) заменили су хијератско у световним записима, док су свештеници наставили да користе хијератско писмо још неколико векова, све до 3. века нове ере.